# Oenanthe conioides
Oenanthe conioides és una espècie endèmica alemanya del gènere dels felandrins de la subfamília de les apiòidia. Aquesta planta rara i amenaçada té protagonisme en el debat sobre l'apregonament de l'Elba marítima entre els defensors del port fluvial d'Hamburg i les organitzacions de la protecció de la natura.

## Característiques
És una planta biennal rara que pot atènyer una alçada d'un fins a dos metres. El primer any forma una roseta. Floreix amb flors blanques l'any segon de juny a agost. Té el seu biòtop exclusiu a les maresmes a les ribes de la baixa conca de l'Elba i els seus tributaris, sotmesa al moviment de la marea, entre Geesthacht i Glückstadt i principalement a la ciutat estat d'Hamburg. No suporta l'aigua salada i només creix en les maresmes amb marea d'aigua dolça. L'embat de les ones, més fort per vaixells amb motors sembre més forts en pot dificultar l'arrelament. L'apregonament del baix Elba portaria més aigua salada terra endins i es tem que podria ser letal per a aquesta planta sensible. El seu nom alemany Wasserfenchel significa «fonoll d'aigua» per una certa semblança morfològica amb el fonoll. Tot i això, botànicament el fonoll pertany a un gènere diferent (foeniculum).
La «Directiva Hàbitats» del 1992 de la Unió Europea exigeix atenció prioritària entre d'altres per a aquesta espècie i va decretar que necessita la designació d'àrees especials de conservació i protecció.